# 김포대수로
김포대수로(金浦大水路)는 경기도 김포시 양촌읍 양곡리 봉성포천과 고촌읍 신곡리 서부간선수로를 연결하는 인공 수로이다. 대보하천이라고도 한다. 한강신도시를 관통하는 2.637 km 구간은 2014년경에 금빛수로(―水路)로 명명되었으며, 금빛수로 천변에는 라베니체 마치에비뉴라는 상업시설이 위치한다. 원래 농수로였기에 농한기에는 건천이 되나, 경관상의 문제가 지적되어 이르면 2021년부터 팔당댐의 물을 끌어와 흐르게 할 계획이다.

## 흐르는 구간
경기도 김포시 양촌읍 양곡리에서 봉성포천 동쪽으로 합류 - 가마지천 하부 통과 - 장기동에서 한강신도시 통과 - 감정1교 부근에서 나진포천 하부 통과 - 김포대로 북변사거리 남쪽에서 복개 시작 - 걸포사거리 남쪽에서 복개 해제 - 계양천 남쪽으로 병행 - 사우동 29-4 부근에서 계양천과 떨어짐 - 풍무2교 부근에서 계양천 하부 통과 - 김포 요금소 부근에서 서부간선수로 서쪽으로 합류